# Ken Takakura
Ken Takakura (高倉 健 Takakura Ken?,  nacido como Gōichi Oda (小田 剛一 Oda Gōichi?); n. Nakama, Fukuoka; 16 de febrero de 1931 - Tokio; 10 de noviembre de 2014) fue un actor japonés, conocido especialmente por sus interpretaciones en películas ambientadas en temática de mafia japonesa.

## Carrera
Su adolescencia trascurrió durante los años de la postguerra nipona, con la pobreza y el florecimiento del mercado negro que ello conllevaría. Curiosamente serían los papeles relacionados con la Yakuza y estos mercados negros los que marcarían su carrera cinematográfica. Tras graduarse en la prestigiosa Universidad Meiji participa en un casting para la compañía cinematográfica TOEI en 1955, adentrándose entonces en el mundo del cine.
Su debut en TOEI se produciría en 1956 en películas como Denko Karate Uchi, Nippon G-men o la comedia Choppu sensei. Durante los 50 participaría en diversas cintas, casi todas ellas con escasa relevancia, y ya iniciados los 60 el cine de Yakuzas adquiere un auge inusitado en Japón, convirtiéndose la TOEI, junto a la Nikkatsu, en uno de los máximos productores de este tipo de cine.
El actor sería descubierto por Teruo Ishii, uno de los grandes nombres de la compañía por aquel entonces, en las primeras entregas de la saga Gyangu, y el director no dudaría en darle el papel protagonista de su conocidísimo drama carcelario Abashiri Bangaichi (1965). Este papel lo lanzaría definitivamente, convirtiéndolo en todo un ídolo popular. Por su parte, Abashiri produciría una de las sagas más conocidas de Japón, con un total de 18 entregas. En varias partes de la saga, Takakura interpretaba un papel típico de estrella del Ninkyo Eiga ("Cine de caballería"). Este cine de Yakuzas se caracterizaba por la adhesión a los valores tradicionales, que daban una visión romántica del Yakuza como defensor del pueblo contra los desmanes de los políticos corruptos, los avaros hombres de negocios o los invasores llegados del exterior. Este papel, unido a su frío pero intenso carisma, crearon a su alrededor un aura iconoclasta tremendamente intensa que sería el fruto de su fama. Un año antes de todo esto ya había colaborado con uno de los grandes del cine Yakuza, Kinji Fukasaku, en su cinta Wolves, Pigs and People (1964), en contraposición al Yakuza romántico, ya que Fukasaku fue uno de los precursores de la visión realista y miserable del Yakuza en el Jitsuroku Eiga.
Takakura rodaría principalmente cine relacionado con el crimen o la Yakuza, pero también participaría en comedias o dramas de época y cintas de Samuráis. Se le puede ver en la extensa saga Showa zankyo-den, y además rodó dramas de época junto a directores como Daisuke Ito o Tomu Uchida e incluso colaboraría en cintas con toques de ciencia ficción o musicales. Cuando abandonó TOEI en 1975 se le contabilizaban más de 180 películas.
Ken Takakura debutaría en Hollywood en el drama bélico de Robert Aldrich Too Late the Hero (1970), junto a actores de la talla de Michael Caine o Cliff Robertson. Este papel no sería demasiado destacado pero le abriría las puertas para rodar la cinta que le dio reconocimiento internacional, Yakuza (1975), con Robert Mitchum de protagonista y Sydney Pollack en la dirección. Años después rodaría cintas como Black Rain (1989) de Ridley Scott, con Michael Douglas y Andy García, y “Mister Baseball” (1992), que marcó el fin de su periplo internacional.
Tras dejar la TOEI en 1975 y empezar sus colaboraciones internacionales descendería su producción cinematográfica de forma drástica, pero también rodaría los que han sido sus papeles más premiados. En 1977 protagoniza Shiawase no kiiroi hankachi (The Yellow Handkerchief of Happiness), dirigida por Yôji Yamada y basada en una novela de Pete Hamill. Por este papel ganaría multitud de premios, entre los que se incluyen el Asia-Pacific Film Festival, el Japanese Academy Award, el Blue Ribbon, el Kinema Jonpu o el Mainichi Film Concurs. También ganaría premios a mejor actor por sus papeles en el drama de Yasuo Furuhata Eki Station (1981) o por el Jidai Geki de Kon Ichikawa Shijushichinin no shikaku (47 samuráis, 1994). Otra de sus grandes películas de los últimos años es la reconocida Poppoya (1999), una vez más con Yasuo Furuhata en la dirección.
Sus últimas cintas hasta la fecha son Hotaru (2001), un nuevo drama de Furuhata, y su interesante colaboración internacional con el chino Zhang Yimou en Riding Alone for Thousands of Miles (2005).
Ken Takakura, apodado "el Clint Eastwood japonés", ha sido uno de los grandes exponentes del Yakuza romántico, del representante de los valores tradicionales dentro de un mundo de crimen, corrupción y decadencia. Su carisma y formación dan verosimilitud a esta aura que lo rodea y que aún hoy planea sobre él y lo hace ser uno de los actores más recordados de una época convulsa de la historia de Japón.